# Жолквер, Никита Александрович
Никита Александрович Жолквер (23 января 1959, Москва) — советский и российский журналист, публицист, телеведущий.

## Биография
Никита Жолквер родился 23 января 1959 года в Москве в семье журналистов. Его отец Александр Жолквер (1924—2008) работал корреспондентом Гостелерадио СССР в ГДР. Никита с 3-х лет живёт в Берлине. Из-за частых переездов родителей меняет много школ, учась то в России, то в Германии. В 1981 году Никита оканчивает МГИМО по специальности журналистика.

## Карьера
С 1987 года работает журналистом, сначала в московском еженедельнике «Новое время», а с 1992 года в медиакомпании «Deutsche Welle» в Кёльне, с 1995 по 1999 год — заместителем главного редактора русской редакции. После переезда правительства в Берлин Никита становится первым редактором и парламентским корреспондентом медиакомпании «Deutsche Welle». Голос Никиты Жолквера хорошо знаком слушателям этой радиостанции. С 2009 по 2014 гг. Никита вёл еженедельную политическую программу на канале RTVi «Германия за неделю».

## Семья
- Жена Ольга — журналистка
- Дочки-близнецы — Александра и Вероника.

## Хобби
Подводное плавание в Красном море и бальные танцы.